# Hugh Fausset
Hugh I'Anson Fausset, född 1895, död 1965, var en brittisk författare.
Hugh Fausset studerade vid universitetet i Cambridge, var litteraturkritisk medarbetare i The Times, The Times Literary Supplement, The Manchester Guardian med flera tidningar och i The London Mercury. Fausset framträdde som poet med The Spirit of Love (1921), Before the Dawn (1924) med flera, men gjorde sig mest känd som litteraturtolkare med arbeten över John Keats (1922), Alfred Tennyson (1923, ny upplaga 1929), John Donne (1924), Samuel Taylor Coleridge (1926), Lev Tolstoj (1927), William Cowper (1928), William Wordsworth (The Lost Leader, 1933) och Walt Whitman (1942). I The Proving of Psyche (1929) vände han sig mot Irving Babbitts romantikkritik, och i A Modern Prelude (1933) gav han en analys av sin egen person och utveckling. Bland Faussets senare produktion märks Between the Tides - A Summer Idyll (1942), The Last Days - A Country Chronicle (1945) och Poets and Pundits (1947).